# Evangelische Kirche Reelkirchen

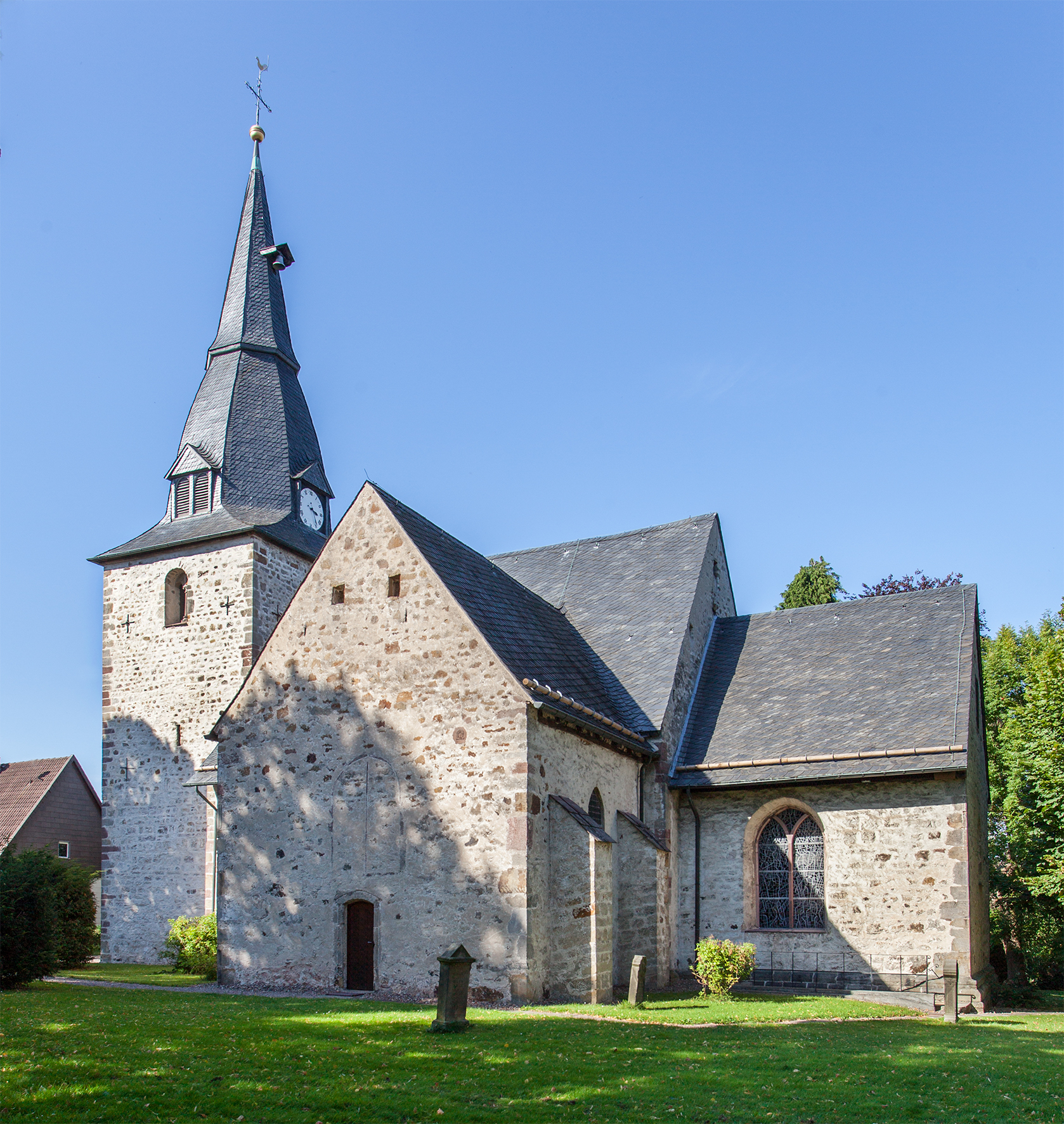
Evangelische Kirche Reelkirchen

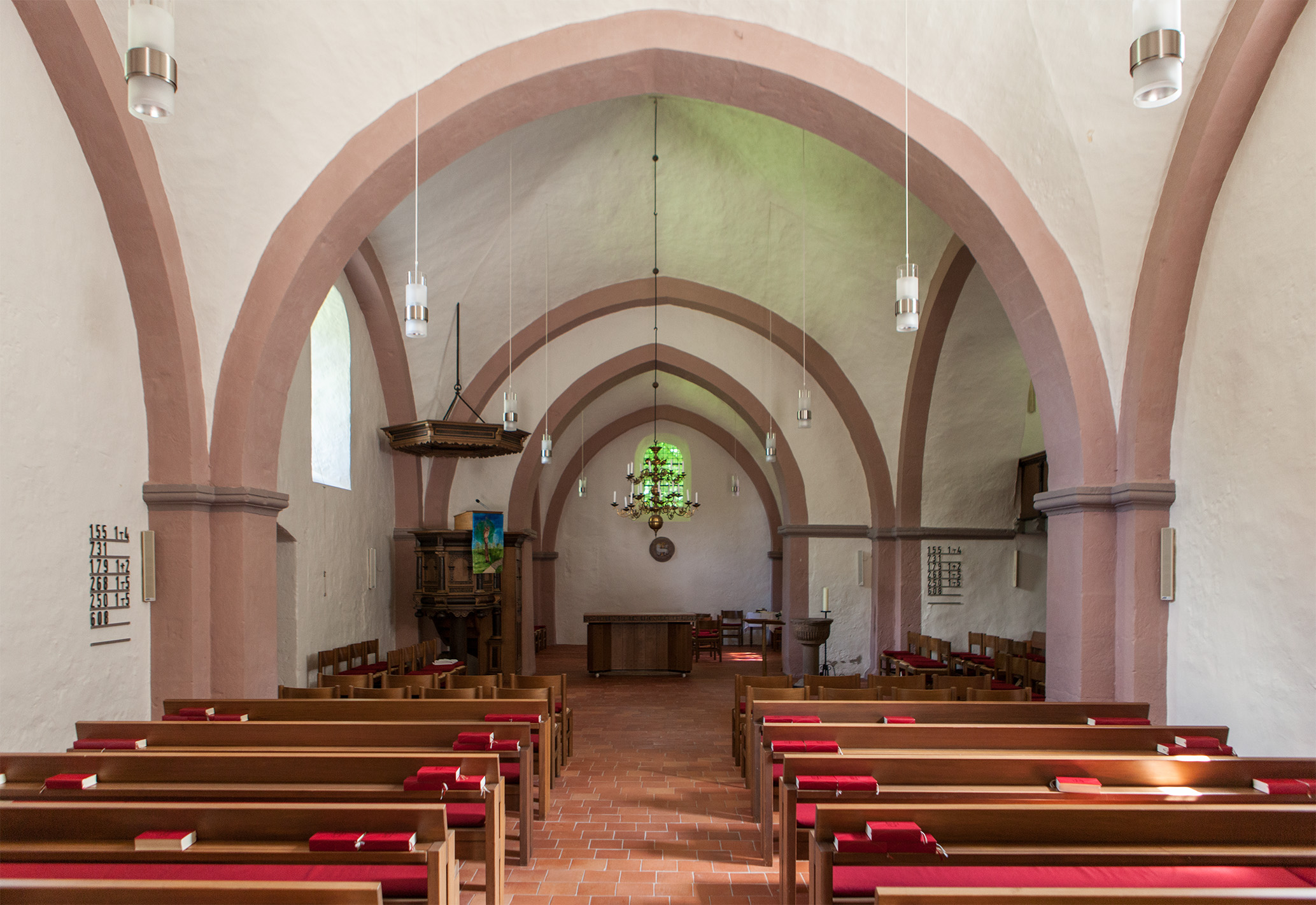
Chorraum

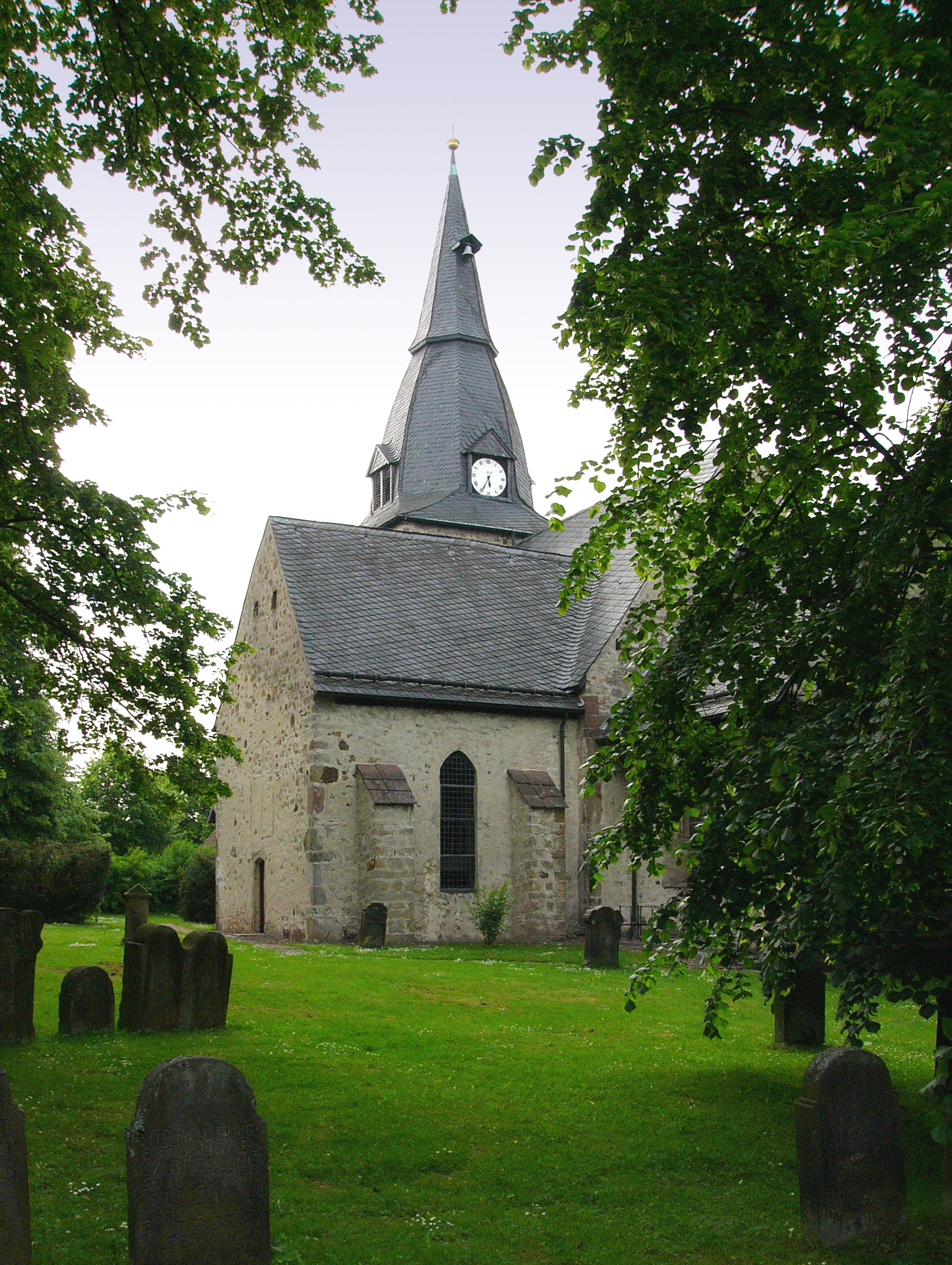
Kirche Reelkirchen 2001

Die Evangelische Kirche Reelkirchen ist ein denkmalgeschütztes Kirchengebäude in Reelkirchen, einem Ortsteil von Blomberg im Kreis Lippe in Nordrhein-Westfalen, und die Pfarrkirche der evangelischen Ortsgemeinde.

## Geschichte und Architektur
Die ehemals dem heiligen Liborius geweihte Kirche wurde erstmals 1231 urkundlich erwähnt. Das Gebäude ist ein zweijochiger Saalbau mit einem leicht eingezogenem Chorquadrat aus der ersten Hälfte des 13. Jahrhunderts. Der Westturm wurde wohl um 1200 errichtet, er wurde 1753 mit einem Helm bekrönt. Ein Erweiterungsjoch wurde 1665 an der Südseite zugefügt.
Der Innenraumeindruck wird durch die wuchtigen kuppeligen Kreuzrippengewölbe bestimmt. Der Schlussstein im Chor ist kugelförmig, mit vier herumgelegten Blättern.
Die Kanzel aus Holz ist von 1667. Sie trägt die Inschrift Ne canis mutus, nec mordax.
Der Kirchhof wird teilweise von einer Bruchsteinmauer umgeben. Dort befinden sich einige Grabsteine aus dem 17. bis frühen 19. Jahrhundert. Die Reelkirchener sind besonders stolz auf die 1000 Jahre alte Kirchlinde im Kirchhof.